# شاهزاده‌خانم هواوان
شاهزاده‌خانم هواوان (کره‌ای: 화완옹주; هانجا: 和緩翁主; ۹ مارس ۱۷۳۸ – ۱۰ ژوئن ۱۸۰۸) یک شاهزاده‌خانم در دوره چوسان و نهمین دختر پادشاه یونگ‌جو بود.

## در فرهنگ عامه
- بازی شده توسط لی سانگ سوک در مجموعه تلویزیونی سال ۱۹۸۸ ام‌بی‌سی، ۵۰۰ سال چوسان: شرح حال بانو هه گیونگ
- بازی شده توسط لی هیو چون در مجموعه تلویزیونی سال ۱۹۹۱ کی‌بی‌اس، راه سلطنتی
- بازی شده توسط کی جی یون در مجموعه تلویزیونی سال ۱۹۹۸ ام‌بی‌سی، راه پادشاهی
- بازی شده توسط یو هه ری در مجموعه تلویزیونی سال ۲۰۰۱ کی‌بی‌اس۱، هونگ گوک یونگ
- بازی شده توسط هونگ ئه بین در مجموعه تلویزیونی سال ۲۰۰۷ سی‌جی‌وی، هشت روز تلاش برای ترور پادشاه جونگ‌جو
- بازی شده توسط سونگ هیون آ در مجموعه تلویزیونی سال ۲۰۰۷ ام‌بی‌سی، ایسان
- بازی شده توسط جین جی هی در فیلم سال ۲۰۱۵، تخت پادشاهی
- بازی شده توسط سو هیو ریم در مجموعه تلویزیونی سال ۲۰۲۱ ام‌بی‌سی، سرآستین قرمز